# Imamzadeh Esmail et mosquée Isaïe
Imamzadeh Esmail et mosquée d'Isaïe sont un complexe historique à Ispahan en Iran. Ils datent des ères des Seldjoukides et Séfévides. Le complexe est situé près de la Grande mosquée d'Ispahan dans la rue Hatef.

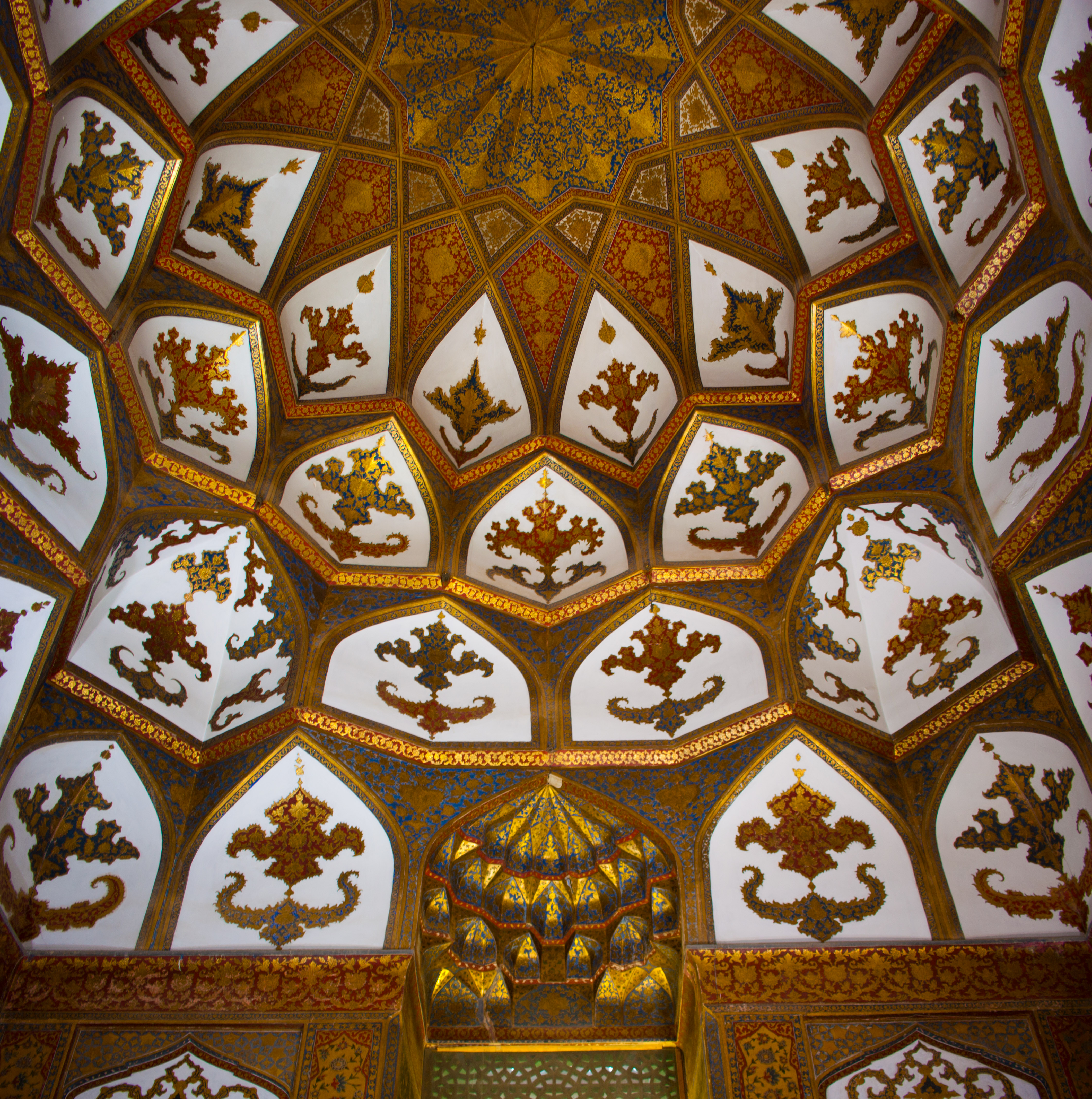
Emamzadeh Esmaeil roof